# A Expedição Kon-Tiki

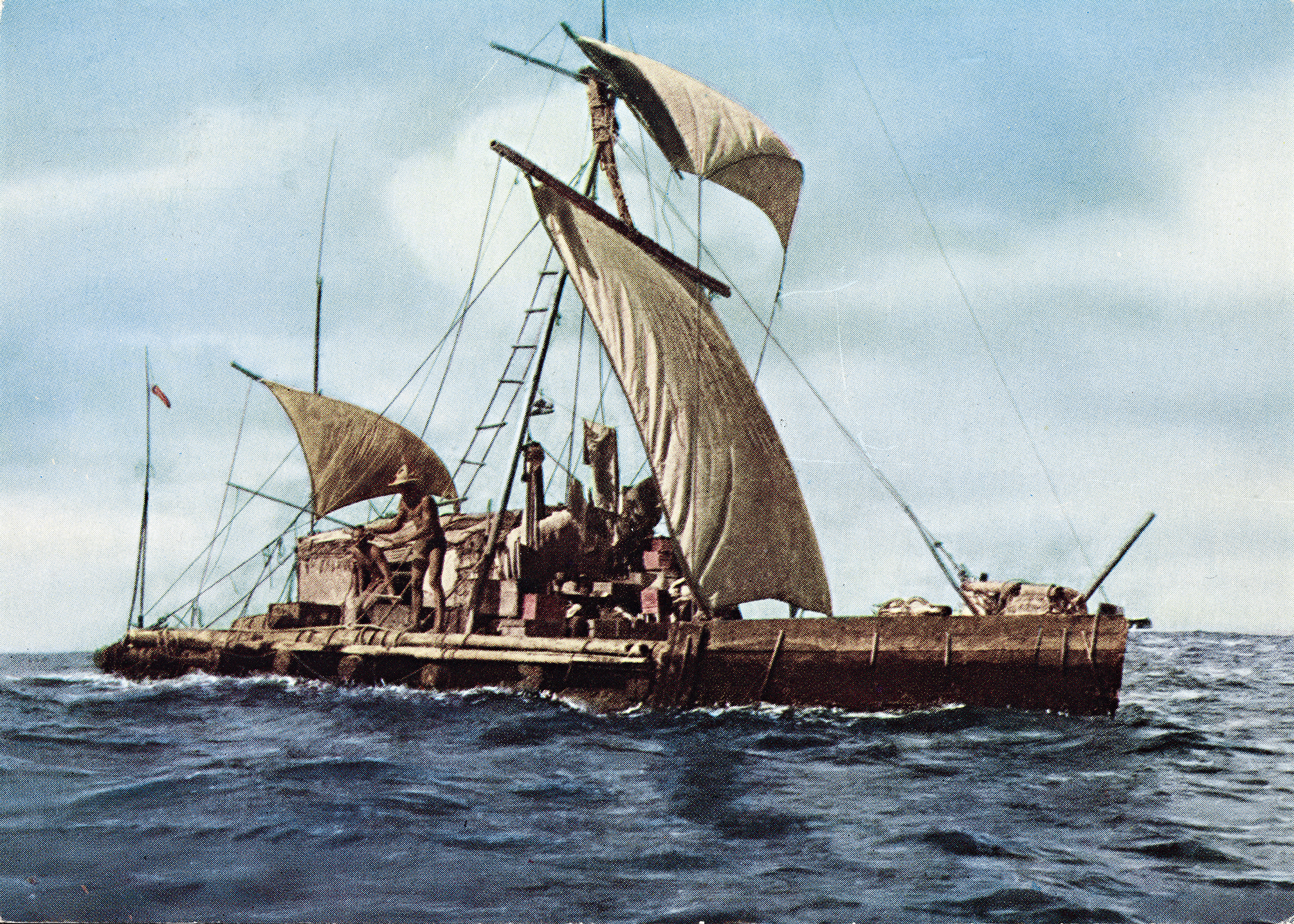
Cartão postal com a embarcação, 1947

A Expedição Kon-Tiki (título original em norueguês Kon-Tiki ekspedisjonen) é o título do livro do pesquisador e navegador norueguês Thor Heyerdahl, publicado originalmente em 1948, e cujo nome remete ao barco Kon-Tiki, no qual realizou a aventura.
A obra retrata a expedição realizada por Heyerdahl em 1947, quando a bordo de uma embarcação construída nos moldes daquelas usadas no Império Inca, percorreu cerca de oito mil quilômetros no Pacífico Sul com destino à Polinésia.
A jangada Kon-Tiki foi tripulada por seis aventureiros e, após cento e um dias da partida no porto de Callao, navegou até o atol de Raroia, em Tuamotu.

## Conteúdo
Os toros de madeira que nos deviam conduzir através do mar eram afilados ligeiramente nas extremidades à moda indígena, para deslizarem com mais facilidade na água. Para proteção contra borrifos, foram ligadas tábuas bem baixas à proa, acima da superfície do mar.— Thor Heyerdahl
Na obra o autor relata que tivera a gênese da expedição após ouvir um relato de um ancião da ilha de Fatu Hiva em 1937, quando ali passava com sua esposa Liv a lua-de-mel, que narrou-lhe a história de "Tiki", o deus e chefe filho do Sol; mais tarde ele veio a associar aquela história com o mito andino do deus Viracocha, cujo nome primitivo seria Kon-Tiki.
A gênese da expedição passou pela incredulidade ao entusiasmo, com apoio recebido por exploradores como Peter Freuchen, sendo interrompido com o advento da II Guerra Mundial, passando a seguir para a adesão dos participantes, que incluíam o sociólogo sueco Bengt Danielsson.
No Peru a equipe teve que realizar a construção da embarcação bem longe do litoral, nos Andes; uma vez construída a balsa (cujo nome fora dado pela secretária da expedição, Gerd Vold), esta seguiu pelo rio Palenque até o mar e, dali, finalmente para o vasto oceano no dia 28 de abril de 1947.

## Impacto cultural e científico
A expedição influenciou diretamente outra no qual aventureiros fizeram a travessia do Oceano Índico em antigas canoas, com a finalidade de explicar o povoamento original da ilha de Madagascar, considerado um dos grandes mistérios da história.
O livro teve versão em documentário Kon-Tiki, de 1950; inspirou o filme de 2012, Kon-Tiki.

## Tradução brasileira
A versão no Brasil foi traduzida por Agenor Soares de Moura, que também realizou a tradução da sua sequência, Aku-Aku.